# بنجامين رينولدز
بنجامين رينولدز (بالإنجليزية: Benjamin Reynolds)‏ هو سياسي أمريكي، ولد في 29 يناير 1927 في الولايات المتحدة، وتوفي في 1 أغسطس 1976. حزبياً، نشط في الحزب الجمهوري. وقد انتخب عضو مجلس نواب بنسيلفانيا.